# Леванда, Иоанн Васильевич
Иоанн Васильевич Леванда (март 1734 — 25 июня (7 июля) 1814) — русский проповедник и религиозный деятель украинского происхождения. Протоиерей Киево-Софийского собора.

## Биография
Родился в Киеве на Подоле в марте 1734 года в семье сапожника Василия Сикачки. С детства помогал отцу, разнося заказы по домам клиентов, и в это время подружился с сыном священника Свято-Воскресенской церкви на Подоле Иоанна Леванды. Леванда, обратив внимание на способного и тянущегося к знаниям мальчика, за свой счёт устроил его в Киевскую духовную академию, где тот занимался с 1748 года.
Во время учёбы в академии Иван получил новую фамилию — Леванда, по одним источникам, в честь своего покровителя и тёзки, по другим же — от самого митрополита Самуила (Миславского), который сравнил красноречие начинающего проповедника с приятным запахом и врачебными качествами лаванды. Окончив академию в 1760 году, Леванда в течение двух лет оставался в ней на должности учителя низшего класса грамматики, после чего 28 сентября 1763 года был рукоположён киевским митрополитом Арсением во священника Киево-Подольского Успенского собора, при котором прослужил более 20 лет.
Особый авторитет как проповедник Иоанн Леванда приобрёл во время эпидемии чумы в Киеве, продолжавшейся с 3 сентября 1770 до весны 1772 года, получив известность отсутствием страха перед заболевшими, которых лично напутствовал и утешал. Его проповеди расходились в многочисленных списках. В 1779 году он был назначен наместником «тогобочных заднепровских церквей, до Киево-Подольской протопопии принадлежащих», в 1783 году был возведён в сан протоиерея, а в 1786 году назначен первенствующим протоиереем обновлённого кафедрального Софийского собора. На следующий год в ходе своего визита в Киев императрица Екатерина II наградила Леванду таким же золотым крестом с бриллиантами, какой имел до этого лишь её духовник. Екатерина также повелела Леванде употреблять при богослужении палицу, которая составляла атрибут архиерейского, а не протоиерейского сана.
В 1796 году Леванде была поручена миссия инспекции благочиния в церквях региона, отошедшего к России по итогам раздела Речи Посполитой, и «наставления тамошнего священства в их должности». В 1797 году император Павел I во время посещения Киева встретился с Левандой и оценил его талант проповедника; 7 октября 1798 года Леванда был награждён митрой наравне с членами Священного синода из числа белого духовенства. В 1801 году он присутствовал на коронации императора Александра І и читал речь перед императрицей Марией Фёдоровной. В 1804 году с ним познакомился посещавший Киев московский митрополит Платон, по возвращении в Москву отправивший ему подарок в сопровождении любезного письма.
В 1806 году император Александр наградил Леванду орденом Святой Анны 2-й степени, а в 1810 году — орденом Святой Анны 1-й степени.
Несмотря на лестные знаки внимания со стороны августейших особ и высших церковных иерархов, материальное положение Леванды со времени назначения кафедральным протоиереем оставалось достаточно тяжёлым: 400 рублей серебром в год штатного жалованья при почти полном отсутствии дополнительных доходов протоиерею, обременённому большим семейством (восемь детей к 1778 году) для полноценной жизни не хватало. В феврале 1807 года Леванда обратился к императору Александру I с прошением о пенсии, но вместо этого в 1809 году получил единовременное пособие в размере 1000 рублей серебром. 9 июля 1811 года его дом сгорел во время большого пожара в Киеве, и целую неделю он жил под открытым небом «на Оболонье» и шесть недель в саду и огороде своего знакомого под Кирилловском (при этом он находил в себе силы поддерживать других погорельцев как пастырь). После этого Леванда тяжело заболел, а в 1812 году скончалась его жена Евфимия. 25 апреля того же года в Санкт-Петербурге скончался его сын, статский советник Александр, «оставивший сирот обоего пола кучу». Иоанн Леванда прожил после этого ещё два года, но это было «медленное угасание, изредка прерывавшееся вспышками патриотизма» в связи с шедшей тогда Отечественной войной против французов. Эти патриотические чувства, волновавшие Леванду, выражены им в письмах к разным лицам.
Иоанн Леванда скончался 25 июня (7 июля) 1814 года в возрасте 80 лет, погребён 27 июня в Благовещенском приделе Софийского собора. Леванда стал единственным представителем белого духовенства, похороненным в Софийском соборе. Остальные киевские митрополиты, похороненные в этом храме, были монахами. После его смерти не осталось никакого состояния, и его дочери Марии была пожалована пенсия в 600 рублей в год; почти единственное имущество, оставшееся после Леванды, — библиотека, включавшая порядка 600 томов, — было приобретено для Киевской духовной академии.

## Издания и оценки
Протоиерей Леванда, получивший от современников прозвание «Киевского Златоуста», не стремился к публикации своих проповедей и выступлений, и при его жизни была напечатана лишь небольшая их часть; в то же время рукописные списки его поучений, нередко с автографов, делались весьма часто. Сохранились записи более 200 проповедей Леванды, но Владимир Боцяновский в Энциклопедическом словаре Брокгауза и Ефрона оценивает число произнесённых проповедей как вдвое большее. Целые рукописные сборники проповедей Леванды были распространены в большом количестве ещё при жизни автора и имелись даже у императора Александра I и князя А. Н. Голицына. С одного из таких списков слова и речи Леванды были в первый раз напечатаны Д. В. Похорским в 1821 году в трёх частях. Это издание включало не все известные выступления Леванды (в том числе были упущены даже некоторые речи, напечатанные ранее в «Сыне отечества»), и изобиловало опечатками и искажениями, но более полный и точный вариант издан так и не был. Отдельные неизданные проповеди протоиерея были опубликованы в «Христианском чтении» за 1832 год и в «Киевских епархиальных ведомостях» за 1863 и 1864 год. Ещё несколько были размещены вместе с написанной профессорами Ф. Терновским и С. Голубевым биографией Леванды в «Трудах Киевской духовной академии» за 1878 год; в октябрьском номере этого журнала были опубликованы 8 слов и 15 речей Леванды, а также критический обзор его проповедей. В этом и двух последующих выпусках журнала были размещены 474 письма Леванды.
Уже в конце XIX века, несмотря на репутацию проповедника, исследователи задавались вопросом, почему проповеди Леванды были столь известны и популярны. Согласно оценке Владимира Боцяновского, «написаны они довольно оригинальным, изящным языком, изобилуют эффектными риторическими местами, но по содержанию не представляют собой ничего особенного». Вопросов общественной жизни Леванда в своих проповедях никогда не касался. Периоды царствования Екатерины II, Павла I и Александра I в его проповедях присутствуют, но отражены слабо, богословской учёности, по мнению критиков, в них также не наблюдается. Причиной его успеха было, возможно, искреннее воодушевление, с которым он их произносил. В начале своей карьеры Леванда, по воспоминаниям современников, любил в традициях польской школы наполнять свои проповеди анекдотами, рассказами о зверях и птицах, но позже начал облекать их «в лёгкую, живую, чисто русскую форму». Леванда, для характера которого был чужд монашеский аскетизм, учил не столько порывать связи с миром, сколько мириться с его несовершенствами, терпеливо переносить всякие невзгоды, «жить, как набежит», потому что «света для нас в новые формы не перельют».

### Слова и речи
- Слова и речи Иоанна Леванды, протоиерея Киево-Софийского собора. Часть I
- Слова и речи Иоанна Леванды, протоиерея Киево-Софийского собора. Часть II

## Память
Среди друзей Иоанна Леванды были такие деятели культуры, как Григорий Сковорода, Панас Лобысевич, Василий Капнист, Афанасий Шафонский, его часто посещал Гавриил Державин, который «всегда возвращался от него с особенным удовольствием». Именно из писем Леванды к друзьям и знакомым, а также из текста «Путешествия в полуденную Россию» Владимира Измайлова в настоящее время можно делать выводы о его характере и личности. Нравственная личность протоиерея Леванды известна во многом благодаря его письмах к друзьям и знакомым, а также в одном из писем Измайлова. В 1872 году один из биографов Леванды писал: «…слава его и любовь к нему ещё живы между жителями Киева. Редкое семейство не имеет портрета Леванды и редко кто с восторгом не вспоминает о славном проповеднике». Один портрет Леванды висел в торжественном зале Киевской академии, другой — в церковно-археологическом музее при той же академии.
До XXI века сохранились только два известных живописных портрета Иоанна Леванды — оба кисти неизвестных художников. Эти портреты входили в экспозицию выставки «„Киевский златоуст“ Иоанн Леванда», организованной в 2014 году по случаю 200-летия его смерти.
В 1869 году улица Гейсовская в Печерске (одном из исторических районов Киева) была в честь Иоанна Леванды переименована в Левандовскую. В 1940 году она была переименована в улицу Анищенко в честь работника завода «Арсенал», погибшего в 1919 году в бою с петлюровцами, но в декабре 2014 года ей было возвращено историческое название.